# Новий Мир (Поліський район)
Новий Мир (до 1927 р. — Павловичі, Барани) — село в Україні, яке було виселене внаслідок аварії на ЧАЕС і знято з обліку 1999 року.
Знаходиться в Поліському районі Київської області. Відоме з 1634 р. У 17 ст. було значимим селом, маючи 1691 року 282 двори. 1886 року мешкало 388 осіб. Здавна у селі існувала дерев'яна церква Різдва Богородиці, споруджена у першій половині XVIII ст.
У 1971 році населення села становило 1083 особи.
Розташоване на річці Вялча. До катастрофи діяла неповна середня школа, клуб та бібліотека. Село входило до складу Поліського району та було центром сільської ради та єдиним населеним пунктом, підпорядкованим їй. У 1980-х роках у селі було 358 господарств. У 1989 році населення села становило вже 585 осіб. Через високе радіаційне забруднення внаслідок аварії на ЧАЕС мешканців села було відселено у 1990-1991 році до сіл Ковалин та Єрківці. Офіційно зняте з обліку 1999 року через відсутність населення.
Після Чорнобильської катастрофи село увійшло до 30-кілометрової зони відчуження.
Частина території села згоріла під час лісових пожеж у 2020 році.
З лютого по квітень 2022 року село було окуповане російськими військами внаслідок вторгнення 2022 року.